# Хайнрих Розе
Вижте пояснителната страница за други личности с името Розе.
Хайнрих Розе (на немски: Heinrich Rose) е германски химик и минералог, професор по химия в Берлинския университет, откривател на антимоновия пентахлорид и съединенията на ниобия.

## Семейство
Дядото на Хайнрих – Валентин Розе Старши (1736 – 1771) е аптекар в Берлин, който открива сплавта на Розе. Синът му Валентин Розе Младши (1762 – 1807) също е берлински аптекар и оценител на Ober Collegium Medicum от 1797 г. Именно той през 1800 г. доказва, че диетиловият етер (наричан и серен етер) не съдържа сяра. Той има четирима сина, единият от които, Хайнрих, става изтъкнат химик, а най-малкият – Густав – минералог и кристалограф.
Густав Розе, по-малкият брат на Хайнрих, е виден немски минералог, кристалограф и геолог, професор в Берлинския университет. Той е известен с работата си, която обхваща всеки клон на минералогията, включително кристалографията и изкуственото образуване на минерали. Съставя класификация на минералите и класификация на метеоритите. Полага основите на науката петрология.
Хайнрих Розе се жени два пъти и преживява смъртта на втората си жена и дъщеря си от този брак.

## Биография
Хайнрих Розе е роден на 6 август 1795 г. в Берлин. Започва да учи фармация в Данциг (Гданск). След смъртта на бащата през 1807 г., химикът Мартин Хайнрих Клапрот поема възпитанието и образованието на двамата братя – Хайнрих и Густав. Клапрот е свързан с фамилията в продължение на дълги години. Той работи като помощник на Валентин Розе Старши и след смъртта му става настойник на децата му.
В началото на 1813 г. семейството преживява тежката блокада на град Данциг, когато руските войски, в похода си срещу Наполеон, обсаждат града. По време на последната кампания срещу Наполеон Бонапарт братята Розе се присъединява към пруските сили и участват в боевете. През 1815 г., заедно с окупационните армии, Хайнрих стига до Париж и, докато е там, се среща с някои от най-големите френски учени – химика и физик Луи Жозеф Гей-Люсак, физика Жан-Батист Био, химика Луи Никола Вокелен. Особено силно е впечатлен от химика Клод Луи Бертоле, с когото води редица приятелски разговори и възприема гледната му точка за химическата динамика.
През лятото на 1816 г. учи в Берлин при Mанфред Хайнрих Клапрот, когото възприема като най-точния германски химически анализатор. През есента започва работа в аптеката в град Йелгава. През 1819 г. заминава за Стокхолм, където прекарва година и половина на обучение при Йонс Якоб Берцелиус. Големият шведски химик го насърчава да продължи някои вече започнати изследвания върху слюдата и да изследва свойствата на титана, което става предмет на неговата дисертация. През същата година в Стокхолми пристига Айлхард Мичерлих, а две години по-късно и брат му Густав. Двамата Розе, Мичерлих и Фридрих Вьолер стават основните ученици на Берцелиус в Берлин.
През есента на 1821 г. Хайнрих напусна Стокхолм и заминава за Кил, където представя дисертацията си за кислородните и серните съединения на титана, за която в Килския университет му е присъдена докторската степен.
През 1829 г. пътува с Александър фон Хумболт и Кристиан Готфрид Еренберг в експедиция до Урал. Връща се с голяма сбирка от минерали, които по-късно изследва. Завръщайки се в Берлин, той става последователно преподавател (1822), хоноруван професор (1823) и професор (1835) по химия в Берлинския университет.
През 1829 г. е приет за член-кореспондент на Руската академия на науките в Санкт Петербург. През 1832 г. става член на Кралската пруска академия в Берлин., а три години по-късно – чуждестранен член на Баварската академия на науките. На 13 март 1843 г. е избран за член-кореспондент към секцията по химия във Френската академия на науките. През 1856 г. става член-кореспондент на Гьотингенската академия на науките, а през 1860 г. – на Германската академия на природните науки Леополдина. През 1871 г. получава пруския орден Pour le Mérite за наука и изкуства.
Хайнрих Розе умира на 27 януари 1864 г. в Берлин.

## Научна дейност
Интересите на Хайнрих Розе са насочени главно към неорганичната химия и работата му има предимно аналитичен характер. Резултатите от нея са обобщени в последователните издания на неговата класическа работа „Ausführliches Handbuch der analytischen Chemie“ („Пълен наръчник по аналитична химия“), написана през 1829 г. Това е скромен труд в един том, предназначен за начинаещи. Наръчникът преминава през няколко издания, като през годините става все по-енциклопедичен и изчерпателен, докато накрая се превръща в стандартен и търсен справочник по темата. Последното, седмо издание е подготвено след смъртта на Розе от Рудолф Финкенер, един от неговите ученици.
Хайнрих Розе е откривателят на антимоновия пентахлорид и съединенията на ниобия (тогава наричан колумбий). Посветил работата си на неорганичната химия, той изследва и изучава голямо количество минерали – едни, събрани от Уралската експедиция, други, предоставени от брат му Густав и трети, изпращани до него от професионалисти и любители от цял свят. Прави анализи практически на цялата гама от метали – алкални, алкалоземни и преходни.
Той почти винаги работи по няколко проекта едновременно и по този начин изследванията му се припокриват. Допълва първите си изследвания върху титана с редица статии за този елемент, публикувани през 1820-те и една през 1844 г. – за титановата киселина. От 1826 г. започва изследвания за свойствата на фосфора и неговите киселини. Докладите по тази работа (минимум 25 статии) продължават до 1849 г. и вървят успоредно с изследвания на амонячните съединения, тъй като Розе смята, че амонякът и фосфористият водород (фосфин) са „аналогични“ вещества.
През 1844 г. започва да изследва свойствата на минерала колумбит. Периодично представя и резултатите от експериментите си върху съединенията на хлора и сярата, особено на металните и алкално-метално-земните съединения. През 1846 г. преоткрива елемента ниобий, който е отбелязан за първи път през 1801 г. от английския химик Чарлз Хатчет. Хатчет нарича този метал колумбий, но по-късно Уилям Уоластън твърди, че това е просто тантал, другият метал в минерала колумбит. Розе успява да докаже категорично, че танталът и колумбият присъстват в минерала и са различни, въпреки изключително сходните им физически и химични свойства. Колумбият е преименуван на ниобий на името на Ниоба, дъщерята на Тантал. По ирония на съдбата самият Розе обърква двете вещества, когато изолира метала от танталитова руда – той твърди, че е открил нов елемент, който той нарича пелопий, но по-късно това се оказва смес от тантал и ниобий.
Хайнрих Розе за кратко се занимава и с органична химия, като публикува около 15 статии по темата. През 1839 г. се присъединява към европейския дебат за естерификацията, но по-голямата част от работата му в тази област остава аналитична, въпреки че проявява интерес към начините, по които живите същества включват и използват неорганични вещества. Оттук следват и неговите анализи на желязото в кръвта, силициевия диоксид и желязото в инфузориите, както и поредицата от статии (1848 – 1850), озаглавени „Неорганичните компоненти на органичните тела“.
През 1851 г. Розе започва да изследва поведението на водата в химичните съединения и нейното влияние върху химичното разлагане, особено сред металните соли на слабите киселини. Успява да покаже влиянието на температурата и концентрацията върху реакциите от този вид и това потвърждава вярата му, че прозренията на Клод Луи Бертоле за влиянието на физическите условия върху химичните реакции са по-добре обосновани, отколкото обикновено се е предполагало в онези дни.
Розе открива множество примери за закона за запазване на масата, но не прави опит да го обобщи или определи количествено, както малко по-късно правят норвежците Като Максимилиан Гулдберг и Петер Вааге (Peter Waage).

## Преподавателска дейност
Обучението, което предлага на студентите си в Берлинския университет, е на много високо ниво. Специално за тях издава един много подробен учебник по аналитична химия.

## Публикации
Розе прави десетките анализи на предимно неорганични вещества и минерали, докладите за които се публикуват редовно и без прекъсване от 1820 г. до няколко години след смъртта му. Повечето от тях се появяват в списанията „Annalen der Physik“, в „Chemische Berichte“ на Германското химическо дружество и в „Akademische Monatsberichte“ на Пруската академия, а много от тях са преведени и публикувани и в други големи европейски списания по химия.
Главните му трудове са:
- „Ausführliches Handbuch der analytischen Chemie“
- „Zusammensetzung des Columbits & Samarskits“ в „Akademische Monatsberichte“, Берлин 1862.